# 湯姆·克萊頓 (足球運動員)
托馬斯·安德魯·克萊頓（英語：Thomas Andrew Clayton，2000年9月16日—）是一名蘇格蘭足球運動員，司職後衛，現時效力英乙球會斯温登。

## 職業生涯
克萊頓在利物浦青年隊開始足球生涯，在2009年加入U9青年軍，但未曾替一隊上場。2022年7月，他轉投斯温登並在0-0打平沙福特城的比賽首次職業上場。